# Новостепновское муниципальное образование
Новостепновское сельское поселение — упразднённое муниципальное образование в составе Александрово-Гайского района Саратовской области. Административный центр — село Луков Кордон. На территории поселения находятся 3 населённых пункта — 1 село, 3 хутора.
Законом Саратовской области от 24 февраля 2016 года № 21-ЗСО, 20 марта 2016 года, были преобразованы, путём их объединения, Александрово-Гайское, Варфоломеевское, Искровское, Камышковское, Новостепновское и Приузенское муниципальные образования — в Александрово-Гайское муниципальное образование, наделённое статусом сельского поселения, с административным центром в селе Александров Гай.

## Населённые пункты
- село Луков Кордон — административный центр;
- хутор Лиманный;
- хутор Новостепной;
- хутор Яшин;